# Joachim Werner
Joachim Werner (n. 19 iulie 1939, Berlin, Germania Nazistă – d. 10 iulie 2010, Berlin, Germania) a fost un canotor german, medaliat olimpic. A participat la o ediție a Jocurilor Olimpice (1964) în care a câștigat o medalie de aur.

## Participări
Lista de mai jos prezintă principalele competiții la care a participat Joachim Werner de-a lungul carierei.
- rowing at the 1964 Summer Olympics – men's coxed four[*][3]